# Calinaga avalokita
Calinaga avalokita är en fjärilsart som beskrevs av Hans Fruhstorfer 1914. Calinaga avalokita ingår i släktet Calinaga och familjen praktfjärilar. Inga underarter finns listade i Catalogue of Life.